# نادي دوبرودزا دوبريتش
دوبرودزا دوبريتش (بالبلغارية: ПФК Добруджа)‏هو نادي كرة قدم بلغاري من بلدة دوبريتش. الملعب الخاص بالفريق هو ملعب دروجبا الذي يتسع ل12500 مقعد(اوف والله كبير). ألوان الفريق هو الأخضر والأصفر. يلعب حاليا في المجموعة الثانية، والدرجة الثانية لكرة القدم البلغارية والصراحة الفريق مش كتير قوي(الصراحة).

## وصلات خارجية
- Official website
- DOBRUDJA1919.COM – Fansite
- Dobrudja1919.com/Gallery – Photo Gallery
- Facebook Fanpage
- DDFC1919 YouTube Channel